# ارتش شاهنشاهی هخامنشی
ارتش هخامنشیان یا ارتش شاهنشاهی هخامنشی از سربازان بخش‌های مختلف امپراتوری هخامنشی تشکیل شده بود اما هسته بنیادین این ارتش را سلحشوران ایرانی تشکیل می‌دادند. سربازان از سرتاسر این شاهنشاهی پهناور می‌آمدند: از پارس گرفته تا آسیای مرکزی و دانوب. پس از پارسیان، مادها بیشترین سهم سرباز را در سپاه داشتند و بسیاری از سرداران ارتش مادتبار بودند. نوشته‌های نویسندگان یونانی همچون هرودوت، آریان و گزنفون اطلاعات مفیدی درباره ارتش هخامنشیان در اختیار ما می‌گذارند، اما باید به یاد داشت که نوشته یونانی‌ها در مورد ایرانیان بیشتر کینه‌ توزانه است چرا که دولت‌شهرهای یونانی در حال جنگ و تاخت و تاز با شاهنشاهی هخامنشیان بوده و آن‌ها تلاش کردند با بزرگنمایی در مورد شمار سپاهیان هخامنشی پیروزی‌های خودشان بر آن‌ها را برجسته‌تر جلوه دهند. شوربختانه بیشتر نوشته‌ها، تنها روایت یونانیان را در نظر گرفته‌اند بنابراین اعدادی که در این گزارش‌ها آمده‌ است بسیار مورد مناقشه و صرفاً حدس و گمان هستند. از طرفی ژوزف ویسهوفر نگاهی میانه‌رو و دادگرانه به نبردهای هخامنشیان نمایان کرده‌ است.

## تقسیمات
سازمان اولیه پیاده‌نظام پارسی بر اساس سیستم اعشاری یا ده‌دهی بود. ارتش ایران از هنگ‌های هزار نفری ساخته می‌شد. اصطلاح پارسی باستان این هنگ‌ها (هزارابام) بود. فرمانده هر هنگ را (هزار پاتیش) می‌گفتند. هر هنگ هزار نفری به ده (صاتابا) یا فوج صد نفری تقسیم می‌شد. فرمانده هر صاتابا یک (صاتاباتیس) بود که به نوبه خود هر صاتابا به ده (داتابا) مرکب از ده مرد تقسیم می‌شد. داتابام یا جوخه ده نفری کوچکترین واحد تاکتیکی پیاده‌نظام بود که به ستون یک به میدان نبرد فرستاده می‌شد. داتاپاتیس یا سرجوخه ده نفری، در جلوی ستون قرار می‌گرفت و یک اسپارا (سپر) حمل می‌کرد. در پشت او بقیه افراد جوخه به صورت یک ستون نه نفری می‌ایستادند و هر مرد به کمان و شمشیر مسلح بود. معمولاً داتاپاتیس یک زوبین سبک کوتاه شش پایی به دست می‌گرفت و فرماندهی و نیز حفاظت از بقیه جوخه را بر عهده داشت. با وجود این گاه تمام افراد داتابام مسلح به کمان بودند و اسپارا (سپر) مانند دیواری در جلوی ستون از آن‌ها محافظت می‌کرد و امکان می‌داد که همه افراد داتابام با دست باز به تیراندازی یا شمشیرزنی بپردازند.
سیستم اعشاری برای واحدهای بزرگ‌تر از هنگ‌های هزار نفری نیز مورد استفاده قرار می‌گرفت. ارتش‌های بزرگ از واحدهای مرکب از ده هزارابا یا ده هزار تن تشکیل می‌شدند. اصطلاح فارسی باستان این گروه‌های بزرگ از بین رفته ولی به یونانی به آن‌ها (myriad) معادل (بیور) فارسی در شاهنامه می‌گفتند. مهمترین واحدهای ده هزار تنی، گروه‌های نخبه‌ای بودند که گارد شاهنشاهی را برای محافظت از شخص شاه تشکیل می‌دادند. بهترین سربازان ارتش در این گارد که به (آمرتکا) (بی‌مرگ یا هنگ جاوید) معروف بود خدمت می‌کردند. از این رو به آن‌ها هنگ جاوید می‌گفتند که به محض کشته شدن یا مرگ یکی از آنان، فرد دیگری جانشین او می‌شد.
به‌طور کلی خدمت در واحدهای سواره‌نظام، پیاده‌نظام و ارابه‌رانی برای تمام مردان ایران، هم برای نجیب‌زادگان و همافراد عادی، اجباری بود. هر فرد مذکر بیست تا بیست و چهار ساله موظف بود دوره آموزش جنگی ببیند و در نبرد شرکت جوید. بسیاری نیز برای مدت زیادی که تا ۵۰ سالگی طول می‌کشید در ارتش می‌ماندند.

## شیوه نبرد
در طول نبرد فلاخن‌اندازان و کمانداران پیاده‌نظام در خط مقدم قرار می‌داشتند و سواره نظام سبک اسلحه و پیاده‌نظام سنگین اسلحه در دو طرف آن‌ها قرار می‌گرفتند تا آن‌ها را مورد حمایت خود قرار دهند. در آغاز نبرد فلاخن اندازها و کمانداران با پرتاب سنگ و تیر بر روی دشمن، خطوط آن‌ها را دچار آشفتگی می‌کردند، سپس پیاده‌نظام سنگین اسلحه که به نیزه و شمشیر مجهز بودند با پشتیبانی واحدهای سواره نظام از جناحین به دشمن حمله می‌کردند. این تاکتیک‌ها در برابر دشمنان آسیایی هخامنشیان به خوبی نتیجه می‌دادند اما در برابر آرایش جنگی به هم فشرده یونانیان و مقدونی‌ها چندان مؤثر نبود. واحدهای سنگین اسلحه هوپلایت‌های یونانی و فالانکس مقدونی با کمک نیزه‌های بلند آرایش به هم فشرده خود را حفظ می‌کردند و به این ترتیب از خود در برابر مهاجمان دفاع می‌کردند. یونانی‌ها که بدنشان با زره محافظت می‌شد در برابر تیرها و پرتابه‌ها آسیب چندانی نمی‌دیدند و می‌توانستند در نبردهای نفر به نفر پیروز شوند.

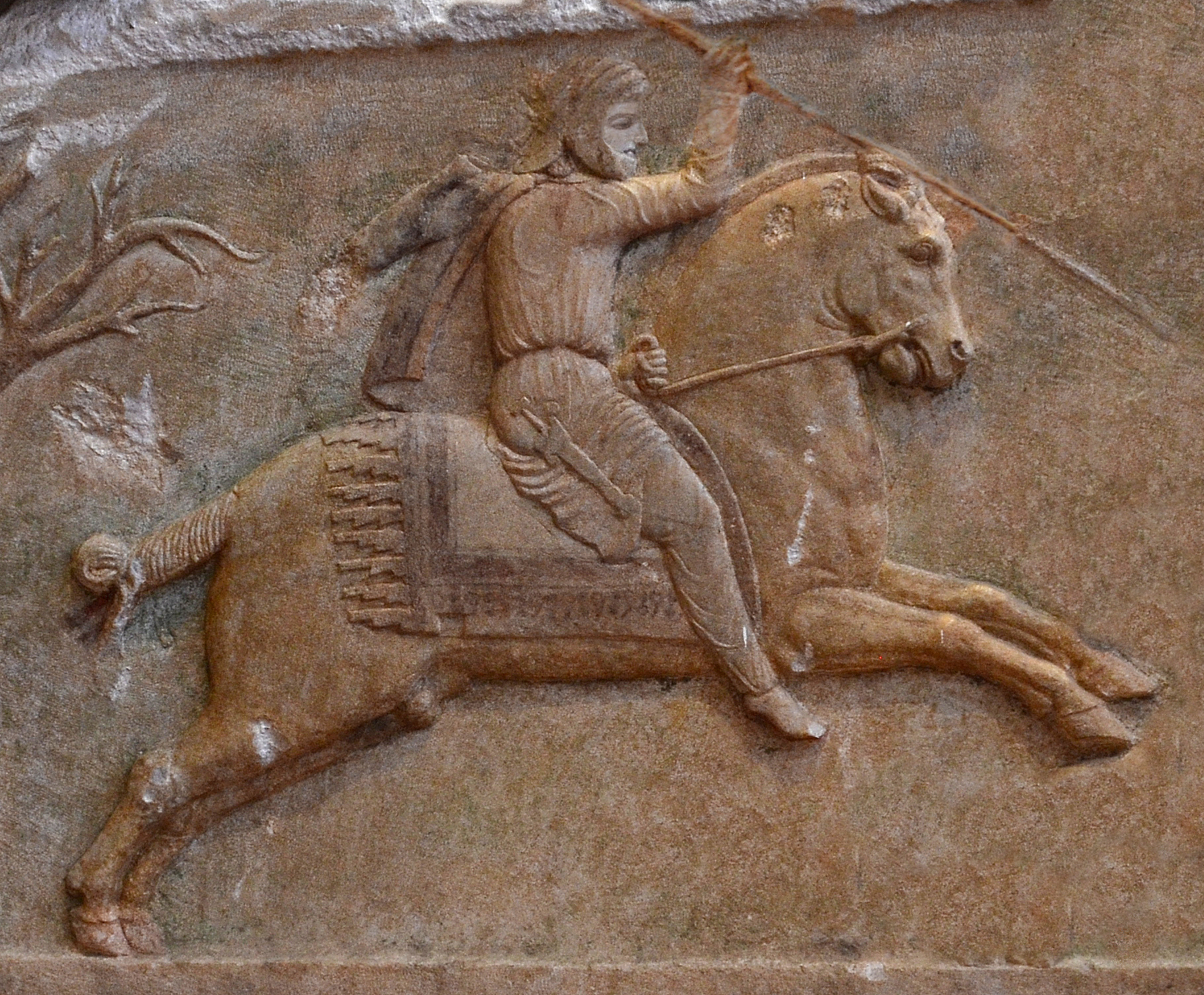
سوار سلطنتی هخامنشی در حال حمله

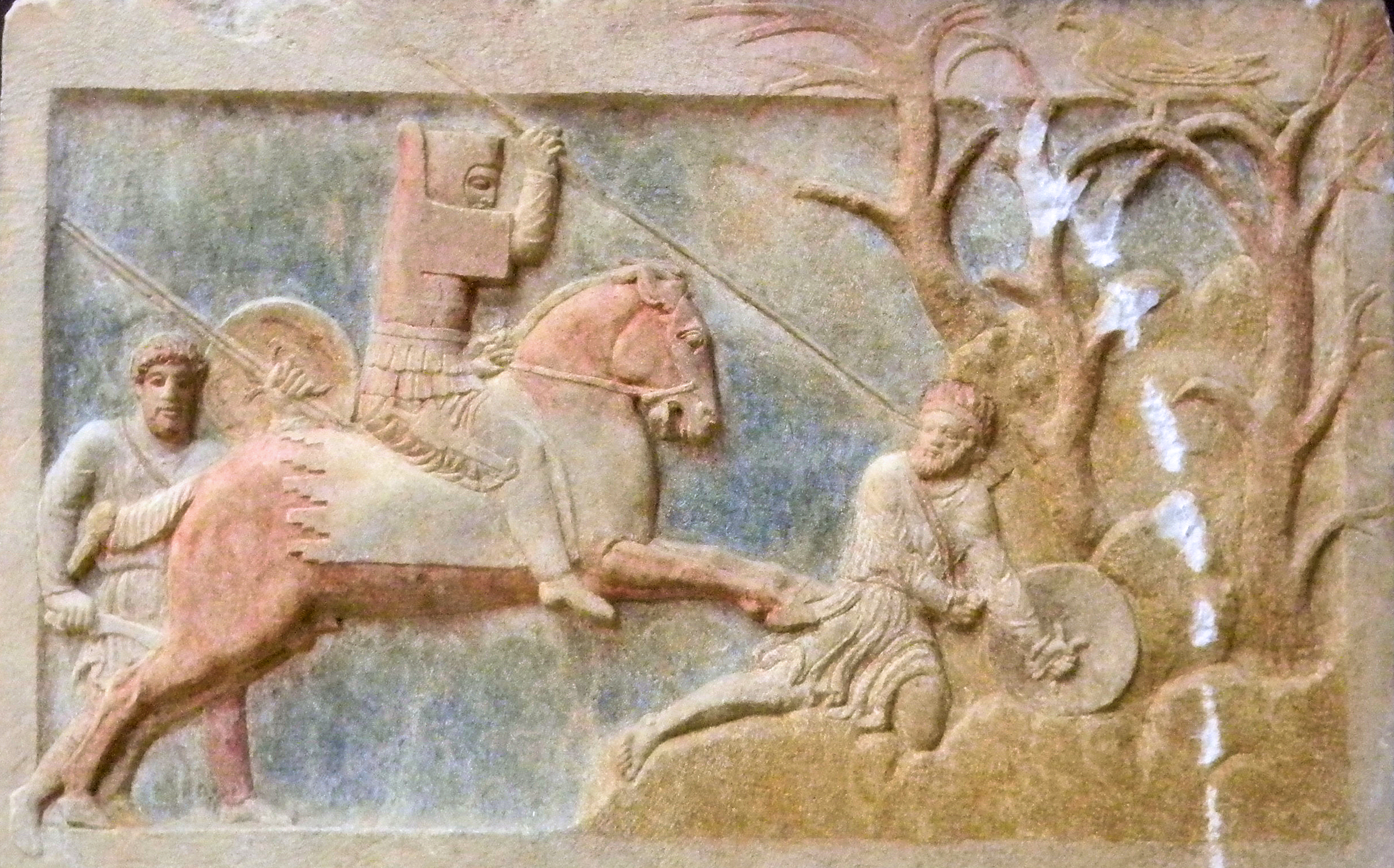
سواره‌نظام دودمان هخامنشی فریگیه هلسپونت به پیاده‌نظام سبک‌اسلحه یونانی حمله می‌کند "، تابوت‌دان چاناق‌قلعه، اوایل سده چهارم پیش از میلاد.